# Tumanowo (stacja kolejowa)
Tumanowo (ros. Туманово) – stacja kolejowa w miejscowości Tumanowo, w rejonie wiaziemskim, w obwodzie smoleńskim, w Rosji. Położona jest na linii Moskwa – Mińsk – Brześć.

## Historia
Przystanek kolejowy Tumanowo powstał w XIX w. na drodze żelaznej moskiewsko-brzeskiej, pomiędzy stacjami Siergo-Iwanowskaja i Mieszczerskaja.